# قائمة جزر أذربيجان
قائمة جزر أذربيجان
تمتك  أذربيجان الكثير من الجزر على طول ساحل بحر قزوين، معظمهم ضمن أرخبيل باكو.
الجزر داخل خليج باكو هي:
- جزيرة نارجين أو بويوك زيرا
- جزيرة كوم أو بيشانيي
- جزيرة فولف أو داش زيرا
- جزيرة تافا أو بليتا

جزر خارج الخليج وهي منفصلة عن المجموعة الرئيسية:
- تشيلوف أو جيلوف
- سانغي موغان أو سفينوي
- زانبيل أو دوفاني
- تشيكيل أو أوبليفنوي
- كاراسو أو لوس
- إكسارا زيرا أو بولا
- جزيرة كوتان وجزيرة بابوري (جزر بودفودنيي)
- أدسيز أدا أو بيزيميانيي
- جيل أو غيليانيي
- كورا أو كورينسكي
- جزيرة صخرة كورا أو كورينسكي كامن

```
جزر ليست ضمن 
أرخبيل باكو
:
```

- بيرالالهي أو أرتيوم.